# Мстители (киновселенная Marvel)
Мсти́тели (англ. Avengers) — команда супергероев Земли медиафраншизы «Кинематографическая вселенная Marvel» (КВМ), основанная на одноимённой группе супергероев Marvel Comics, созданной американскими писателями Стэном Ли и Джеком Кирби в 1963 году.
Команда была разработана директором организации «Щ.И.Т.» — Ником Фьюри в 1995 году и им же реализована в 2012 году. Во время вторжения инопланетных сил на Землю под предводительством асгардского бога Обмана Локи, команда впервые собирается вместе и успешно противостоит Локи, отражая вторжение. В 2015 году, команда впервые временно вступает во внутреннюю конфронтацию между её участниками, основанную на убеждении Тони Старка в создании существ с искусственным интеллектом, однако затем собирается вновь и отражает атаку Альтрона, спасая Землю. В 2016 году команда расформировывается в результате противостояния команд Тони Старка и Стива Роджерса. В период с 2018 по 2023 год, после действий межгалактического титана Таноса, команда выходит на межгалактический уровень, регулируя различные процессы в космосе. После разработки Тони Старком метода путешествий во времени, команда полностью собирается вновь и отменяет действия Таноса. Однако в результате атаки альтернативной версии Таноса, Стив Роджерс объединяет различные вернувшиеся команды в одну, и противостоит Таносу. После окончательной победы над Таносом, команда официально распускается.
Команда базируется в США и состоит в основном из суперсильных и одарённых людей, называющихся «Величайшими героями Земли», защищающими мир от различных глобальных угроз. Изначально штаб-квартира команды была расположена в Башне Мстителей в Мидтауне, а затем в Базе Мстителей в северной части штата Нью-Йорк.
Впервые, команда собирается в фильме «Мстители» (2012), и в дальнейшем появляется в пяти фильмах по состоянию на 2023 год, заняв центральное положение в арке «Сага Бесконечности», являясь важной частью медиафраншизы.
Альтернативные версии команды «Мстители» из Мультивселенной также появляются в мультсериале «Что, если…?» (2021).

## Концепция и создание

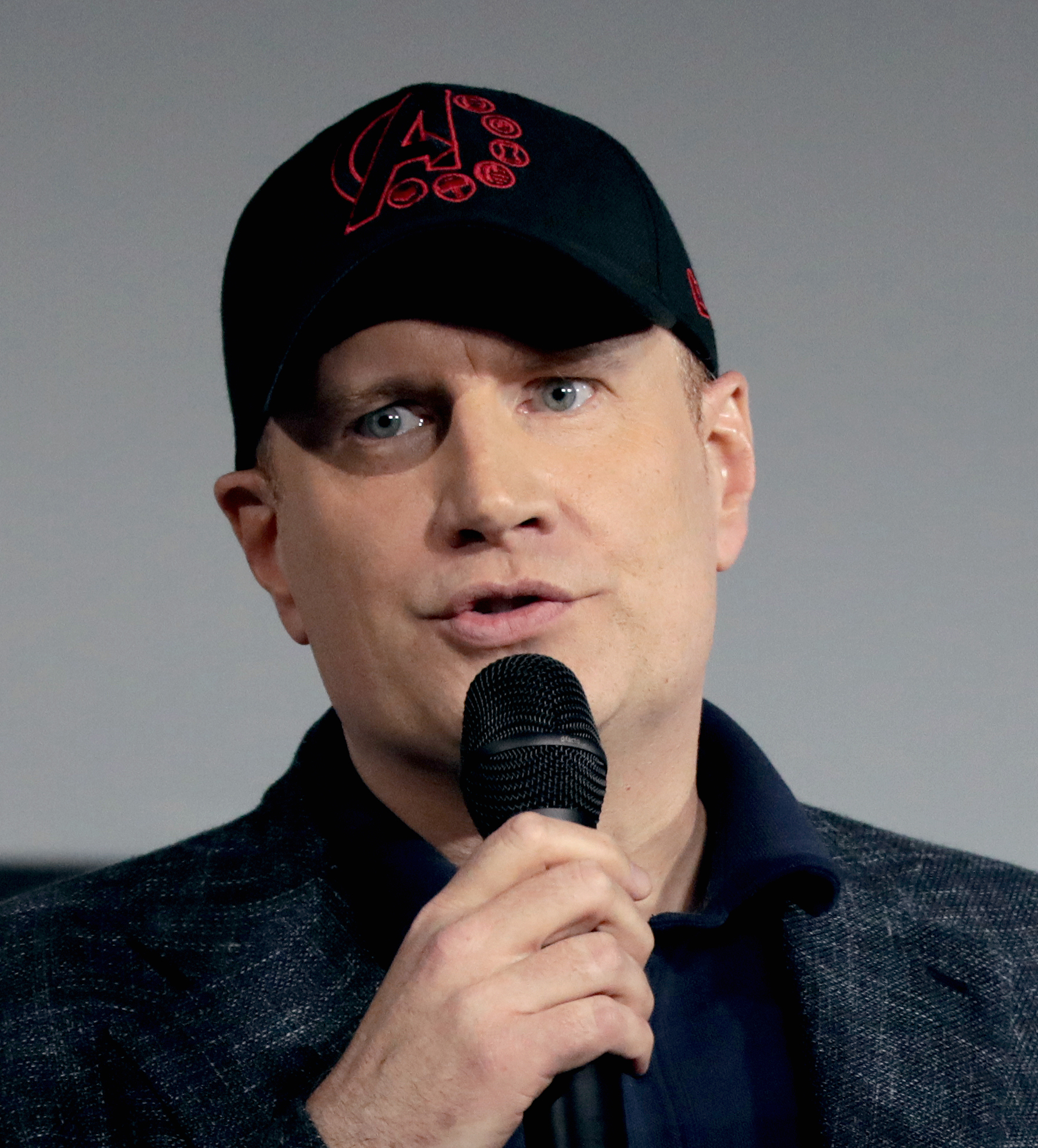
Кевин Файги создавал концепцию Мстителей в одной общей Вселенной

В середине 2000-х Кевин Файги понял, что права на основных членов Мстителей по-прежнему принадлежат «Marvel». Он предполагал создать общую вселенную так же, как Стэн Ли и Джек Кирби сделали со своими комиксами в начале 1960-х годов.
Идеи для фильма, основанного на Мстителях, появились в 2003 году, а в апреле 2005 года Ави Арад, генеральный директор «Marvel Studios», впервые объявил о планах разработки фильма, после того как Marvel Enterprises провозгласила независимость, объединившись с «Merrill Lynch» для производства серии фильмов, которые будут распространяться «Paramount Pictures». «Marvel» рассказала о своих планах в краткой презентации для аналитиков Уолл-Стрит; намерение студии состояло в том, чтобы выпустить отдельные фильмы о главных героях для знакомства с ними, а уже после сделать кроссовер. Сценарист «Невероятного Халка», Зак Пенн, присоединился к производству в 2006 году и был нанят «Marvel Studios» для написания сценария фильма в июне 2007 года. «Marvel» провела переговоры с Гильдией сценаристов США для гарантии, что сможет создавать фильмы на основе своих аналогов комиксов, включая Капитана Америку, Человека-муравья и Мстителей. После успешного выхода «Железного человека» (2008) в мае, в котором был представлен одноимённый главный герой, компания назначила дату выхода «Мстителей» на июль 2011 года. В сентябре 2008 года «Marvel Studios» заключила соглашение с «Paramount» на продолжение партнёрства, которое дало компании права на распространение пяти будущих фильмов «Marvel».
В октябре 2008 года у «Marvel Studios» появились две важные перспективы: Джон Фавро стал исполнительным продюсером фильма, и компания подписала долгосрочный договор аренды с «Raleigh Studios» на производство трёх других высокобюджетных фильмов — «Железный человек 2» представляет Чёрную вдову; «Тор» вводит одноимённого героя, и происходит эпизодическое камео Соколиного глаза; «Первый мститель» представляет Капитана Америку. Исполнительный продюсер Джон Фавро заявил, что не будет режиссировать фильм, но «определённо внесёт свой вклад и скажет своё слово». Фавро также выразил обеспокоенность, заявив: «Это будет трудно, потому что я был так вовлечён в создание мира Железного человека, а Железный человек в значительной степени является технологическим героем, в „Мстителях“ нужно представить некоторые сверхъестественные аспекты из-за Тора; [соединение] этих двух [концепций] очень хорошо работают в комиксах, но потребуется много смекалки, чтобы всё это работало [в фильме] и не взорвало реальность, которую мы создали». В марте 2009 года Marvel объявила, что дата выхода фильма перенесена на 4 мая 2012 года.
| Роберт Дауни-мл. | Крис Эванс         | Марк Руффало   |
| Крис Хемсворт    | Скарлетт Йоханссон | Джереми Реннер |

В июле 2009 года Пенн рассказал о процессе кроссовера, заявив: «Моя работа состоит в том, чтобы переключаться между разными фильмами и следить за тем, чтобы, наконец, мы имитировали структуру комиксов, в которой все эти фильмы связаны… Я подталкиваю всех к тому, чтобы сделать как можно больше анимации для оживления фильма… чтобы мы все работали над одними и теми же визуальными идеями. Но потребности производства стоят на первом месте». Сначала Пенн попытался уменьшить роль Тора в сценарии, потому что у него были сомнения относительно способности персонажа преуспеть в фильме. Он передумал после того, как Крис Хемсворт получил роль Тора. В фильме всегда предполагалось использовать Локи в качестве злодея, но Пенн отметил, что в начале обсуждения рассматривалось использование Красного Черепа.
В январе 2010 года главу «Marvel Studios» Кевина Файги спросили, будет ли сложно соединить фэнтэзи «Тора» с высокотехнологичной научной фантастикой «Железного человека» и «Мстителей», и он ответил: «Нет, потому что мы делаем „Тора“ Джека Кирби / Стэна Ли / Уолта Симонсона / Дж. Майкла Стражински... В „Торе“ вселенной „Marvel“ есть раса, называемая асгардцами. И мы связаны через Древо Жизни, о котором мы мало знаем. Это настоящая наука, но мы ещё не знаем об этом. Фильм „Тор“ о том, чтобы подготовить людей к этому». В марте сообщалось, что Пенн завершил первый набросок сценария, и что главный редактор «Marvel», Джо Кесада, и автор комиксов о Мстителях, Брайан Майкл Бендис, получили копии. Многочисленные аспекты и элементы как Ultimate, так и Мстителей с Земли-616 были использованы для внешнего вида и сюжетной линии в фильме.

## Появления в фильмах
Мстители играют центральную роль в Саге Бесконечности кинематографической вселенной Marvel. Мстители — главные герои нескольких художественных фильмов, начиная с одноимённой картины 2012 года, «Мстители», за которой следуют сиквелы «Мстители: Эра Альтрона» (2015), «Мстители: Война бесконечности» (2018) и «Мстители: Финал» (2019). Последние два фильма основаны на сюжетной линии «The Infinity Gauntlet» из комиксов. Кроме того, команда фигурировала в фильме «Первый мститель: Противостояние» (2016), который был частично основан на сюжетной линии «Гражданская война». Они также появились в середине титров фильма «Капитан Марвел» (2019), действие которых происходит сразу после действий фильм «Мстители: Война бесконечности» и до событий фильма «Мстители: Финал».

## История команды

### Инициатива «Мстители»
В 1995 году директор организации «Щ.И.Т.» — Ник Фьюри создаёт инициативу «Мстители», назвав её в честь позывного Кэрол Дэнверс в ВВС США — «Мститель». Команда представляет собой группу супергероев, работающих вместе в ответ на масштабные угрозы. Спустя годы Фьюри рассматривает в кандидаты Тони Старка и Стива Роджерса, однако в 2011 году членство первого отклоняется после отрицательного отчёта Наташи Романофф о его пригодности. «Совет мировой безопасности» выражает желание, чтобы Эмиль Блонски присоединился к инициативе, но позже отказывается от этого после того, как Старк отговаривает Таддеуса Росса от этой идеи.

### Битва за Нью-Йорк

Первый общий сбор Мстителей-основателей считается одним из поворотных моментов КВМ.
Слева направо: Чёрная вдова (Скарлетт Йоханссон), Тор (Крис Хемсворт), Капитан Америка (Крис Эванс), Соколиный глаз (Джереми Реннер), Железный человек (Роберт Дауни-младший) и Халк (Марк Руффало).

В 2012 году асгардский бог Обмана Локи телепортируется в Объект объединения тёмной энергии на Земле, где крадёт Тессеракт, и захватывает разум агента Клинта Бартона, доктора Эрика Селвига и прочих агентов, используя свой скипетр. После нападения, Фьюри вербует Тони Старка и Брюса Бэннера, чтобы найти Тессеракт. Стив Роджерс, Наташа Романофф и Тони Старк задерживают Локи в Германии, и отправляются на квинджете на боевой авианосец Хеликэриэр, однако им мешает прибывший Тор. После небольшого конфликта, команда доставляет Локи на борт Хеликэриэра и отдаёт Бэннеру, работающему со Старком скипетр Локи. Тор раскрывает команде, что Локи нужен Тессеракт, чтобы провести вторжение и захват Земли с помощью армии Читаури. Тони Старк и Стив Роджерс раскрывают, что «Щ.И.Т.» создаёт оружие массового поражения с использованием Тессеракта после прибывания Тора на Земле. При воздействии скипетра, команда начинает ссориться, а тем временем Бартон и прочие агенты, подконтрольные Локи, атакуют Хеликэриэр, провоцируя Бэннера превратиться в Халка и впасть в ярость.
Старк и Роджерс работают вместе и чинят один из вышедших из строя двигателей. Тор противостоит Халку, однако проигрывает, и Халк отвлекается на истребитель, в результате чего падает на Землю. Тор направляется в тюремный отсек и путём обмана попадает в камеру Локи, а тем временем сам Локи выбирается на свободу. Локи убивает прибывшего агента «Щ.И.Т.», Фила Колсона и сбрасывает камеру с Тором на Землю, однако Тору удаётся выбраться. Команда объединяется, чтобы отомстить за Фила Колсона. Старк раскрывает, что Локи намерен использовать Тессеракт на его башне. Романофф освобождает Бартона от контроля Локи, и Мстители отправляются противостоять Локи. Тем временем, Эрик Селвиг открывает червоточину с помощью Тессеракта и начинает вторжение. Мстители, во главе с Роджерсом, собираются вместе и успешно сражаются с его армией. Во время битвы «Совет мировой безопасности», вопреки желанию Фьюри, наносит ядерный удар по Манхэттену, но ракету перехватывает Старк, запускает её в червоточину и уничтожает базовый корабль Читаури. Романофф использует скипетр Локи, и закрывает портал. Халк ловит потерявшего сознание Старка и захватывают Локи. Затем, команда отправляется обедать после битвы. После этого, Локи вместе с Тором и Тессерактом отправляется в Асгард, а Мстители разъезжаются. Башню Старка переименовывают в «Башню Мстителей».

### Борьба с «Гидрой» и Альтроном

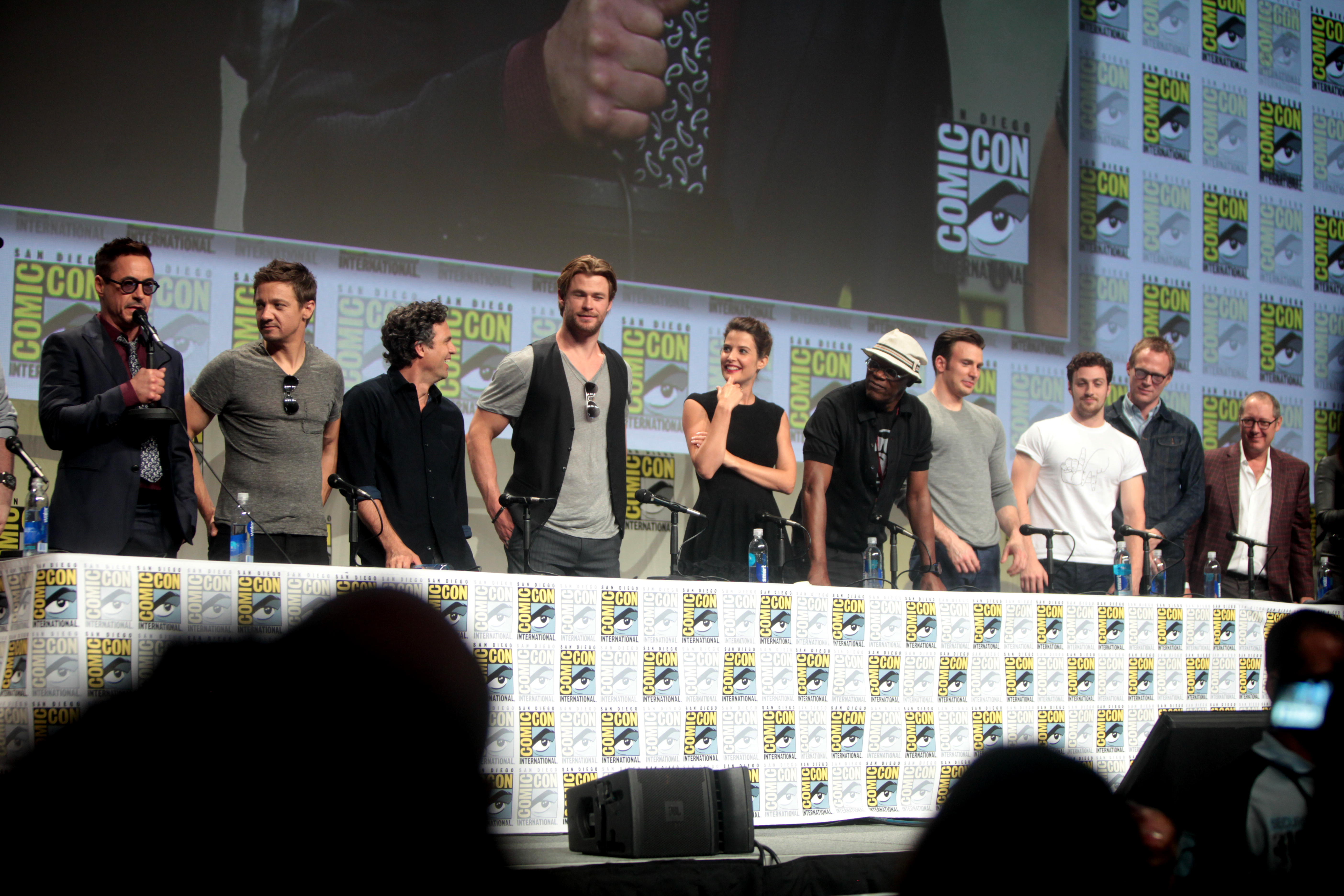
Актёрский состав фильма «Мстители: Эра Альтрона» на «San Diego Comic-Con» 2014

Через три года после нападения на Нью-Йорк, Мстители выслеживают скипетр Локи, переданный после битвы агентами команды У.Д.А.Р. в руки участников организации «Гидра» на исследовательской базе в восточноевропейской стране Заковия и сражаются с солдатами организации. Впервые команда сталкивается с мутантами, являющимися подопытными в экспериментах «Гидры» — Вандой и Пьетро Максимофф. Бартон получает ранение в бою, а Роджерс хватает лидера «Гидры», Вольфганга фон Штрукера. Старку удаётся обнаружить скипетр внутри базы, однако Ванда Максимофф наводит на него апокалиптические галлюцинации с помощью телепатии, в котором Старк выживает, а все другие Мстители нет, и на Землю проводится повторное вторжение. Старк захватывает скипетр и отправляется с командой обратно в Башню Мстителей.
Старк и Бэннер решают использовать скипетр, чтобы создать разработанную Старком программу «Альтрон». Тем временем Мстители празднуют победу над «Гидрой» и Читаури. Однако, спустя 77 попыток, Альтрон активируется и атакует Мстителей, намереваясь их уничтожить, а затем отправляется в брошенную исследовательскую базу в Заковии и убивает Штрукера. Мстители расходятся во мнениях по поводу творения Старка, утверждающего, что оно было предназначено для защиты Земли от надвигающихся космических угроз. Мстители выслеживают африканского контрабандиста Улисса Кло и противостоят Альтрону, объединившегося с близнецами Максимофф. Ванда вызывает почти у всех Мстителей телекинетические галлюцинации за исключением Тони Старка и Клинта Бартона и провоцирует превращение Бэннера в Халка. Халк нападает на Йоханнесбург, однако, путём многочисленных разрушений, его останавливает Тони Старк в броне «Халкбастер». В связи с негативным общественным мнением, Мстители отправляются на ферму Клинта. Появившийся Ник Фьюри убеждают команду остановить Альтрона. Роджерс, Бартон и Романофф захватывают новое тело из вибраниума, созданное Альтроном, однако Наташу берут в плен роботы Альтрона. В это же время, Ванда и Пьетро Максимофф, узнав о планах Альтрона, предают его и присоединяются к Мстителям. Старк и Бэннер загружают Д.Ж.А.Р.В.И.С.а в тело, однако, прочитав мысли существа, Максимофф, а с ней и Роджерс выступают против этого. Тор, получивший видение о Камнях Бесконечности, использует Мьёльнир, чтобы ускорить процесс, и создаёт синтетическое существо, позже назвавшее себя «Вижном». Тор объясняет, что во лбу у Вижна располагается Камень Разума и что Мстителям в одиночку не победить Альтрона.
Мстители выслеживают Альтрона с помощью Романофф и нападают на базу в Заковии. Вижн встречается с Альтроном, и отключает ему возможность выхода в Интернет. Альтрон активирует устройство, благодаря которому он поднимает огромный участок Заковии в воздух, с целью сбросить на Землю в качестве метеорита, что полностью истребит человечество на Земле. Мстители, к которым присоединяются Джеймс Роудс, побеждают роботов Альтрона и эвакуируют мирных жителей с поднимающегося участка Земли с помощью Фьюри, предоставившего для этого старый Хеликэриэр. Пьетро Максимофф погибает, спасая Клинта Бартона, а Старк и Тор взрывают Заковию, предотвращая уничтожение человечества на Земле. В конце концов, Вижн уничтожает последнее оставшееся тело Альтрона. После битвы Старк решает уйти в отставку; Бэннер исчезает, а Тор отправляется в космос, за поиском Камней Бесконечности; Роудс, Сэм Уилсон, Максимофф и Вижн присоединяются к команде. Мстители переезжают на новую базу в северной части штата Нью-Йорк, отныне являющуюся их основным штабом.

### Раскол команды

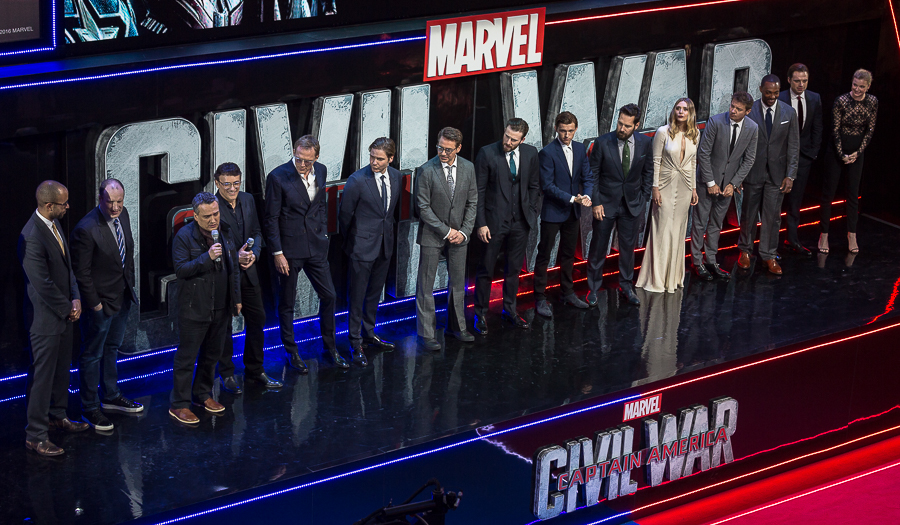
Актёрский состав фильма «Первый мститель: Противостояние» вместе с Кевином Файги, режиссёрами братьями Руссо и продюсером Нейтом Муром на премьере в Лондоне

Через год после Битвы в Заковии, База Мстителей подвергается ограблению, в ходе которого происходит стычка между Сэмом Уилсоном и Скоттом Лэнгом. Несколько месяцев спустя Роджерс, Романофф, Максимофф и Уилсон защищают исследовательскую лабораторию в Лагосе от Брока Рамлоу. Мстители успешно останавливают Рамлоу и его команду наёмников, однако он взрывает себя, и Максимофф с помощью телекинетическиз способностей сдерживает взрыв и поднимает его в воздух, однако случайно задевает здание с людьми, в результате чего погибают дипломаты Ваканды. В результате негативного общественного мнения, из-за причинения командой огромных разрушений, госсекретарь Таддеус Росс представляет команде «Заковианский договор» — закон Организации Объединённых Наций, объявляющий команду подконтрольной комиссии ООН, в результате чего команда сможет действовать только там, куда их отправит комиссия. Старк, Роудс, Вижн и Романофф поддерживают эту идею, однако Роджерс и Уилсон возражают.
Во время ратификации договора в Вене совершается взрыв, в результате которого погибает король Ваканды — Т’Чака. СМИ обвиняют Баки Барнса во взрыве. Роджерс и Уилсон пытаются защитить его от ареста, что приводит к конфронтации со Старком, Роудсом, Романофф и Т’Чаллой, сыном Т’Чаки. После задержания Барнса в Берлине, Гельмут Земо активирует программу «Зимний солдат», в результате чего, Барнс сражается со всем Мстителями и пытается сбежать, однако его останавливает Роджерс и фиксирует его металлическую руку в старом прессе. Барнс приходит в себя и рассказывает Стиву и Сэму, что за всем стоит психиатр. Уилсон вербует Лэнга для помощи, а Роджерс заручается поддержкой Бартона, который противостоит Вижну и вытаскивает Максимофф из-под «домашнего ареста» на базе Мстителей. Затем две стороны Мстителей противостоят в аэропорту Лейпциг/Галле, где команда Роджерса (Барнс, Уилсон, Бартон, Лэнг и Максимофф) сталкиваются с командой Старка (Роудсом, Романофф, Вижном, Т’Чаллой и присоединившемся Питером Паркером).
Роджерсу и Барнсу удаётся сбежать благодаря Романофф, однако их товарищей по команде заключают в тюрьму «Рафт». Вижн, по просьбе Роудса атакует лазером Сокола, однако случайно попадает в броню Роудса, в результате чего Роудс падает на землю и теряет способность ходить. Роджерс и Барнс направляются на Сибирскую базу «Гидры», чтобы помешать Земо возобновить программу «Зимний солдат», и к ним присоединяется Старк, раскрывший причастность Гельмута Земо к событиям в Вене и Германии. Однако Земо показывает Старку кадры убийства его родителей, которое совершил Барнс, и Тони атакует Стива и Баки. В последующем бою Роджерс выводит из строя броню Старка, а тот успевает оторвать роботизированную руку Барнса. Роджерс бросает свой щит и уходит с Барнсом. Тем временем Т’Чалла, узнав, что Гельмут был настоящим убийцей его отца, задерживает Земо и спасает от самоубийства. Позже Роджерс освобождает своих товарищей по команде из тюрьмы, и Старк отказывается его останавливать.

#### Последствия
Мстители официально сокращаются до Старка, Вижна и Роудса, но продолжают действовать. Старк продаёт Башню Мстителей и предлагает Паркеру место в команде после победы над Эдрианом Тумсом, но тот отказывается, решив остаться местным супергероем. Тем временем Бартон и Лэнг заключают сделку с правительством США, чтобы их поместили под домашний арест, дабы они могли вернуться к своим семьям. Однако Лэнг покидает свой домашний арест из-за Хоуп ван Дайн и Хэнка Пима, которые просят его помощи в поисках Джанет ван Дайна, застрявшей в квантовом мире. Во время поиска Камней Бесконечности Тор сталкивается с Грандмастером и встречает Валькирию, также воссоединяясь с Бэннером. Позже, когда Асгард погибает, Тор возглавляет выживших беженцев. В 2018 году в команду пытался вступить Дэдпул из параллельной вселенной Земли-10005, но проводивший собеседование Хэппи Хоган отказал ему.

### Война бесконечности
В 2018 году, межгалактический титан Танос и его «Чёрный орден» начинает поход за шестью Камнями Бесконечности, чтобы стереть половину всего живого во Вселенной. Танос нападает на корабль «Властитель», вырубает Халка и выводит Тора из строя. Хеймдалл отправляет Халка на Землю, в Санктум Санкторум к Стивену Стрэнджу, хранителю Камня Времени, а также его другу Вонгу. Танос убивает Хеймдалля и заполучает Камень Пространства из Тессеракта. Затем Танос, после неудачного покушения на него, убивает Локи и взрывает корабль.
На Земле, Стрэндж, Вонг и Бэннер, к которым присоединяются Старк и Паркер, противостоят Эбони Мо и Куллу Обсидиану в Гринвич-Виллидж. Бэннеру не удаётся превратиться в Халка. Тем временем, Стрэндж попадает в плен к Мо и помещается на инопланетном корабле. Старк и Паркер проникают в корабль, который уносит их в космос. Беннэр связывается с Роджерсом, и предупреждает его о намерении Таноса заполучить Камень Разума Вижна.

#### Битва на Титане
В космосе на борту корабля, Старк и Паркер освобождают Стрэнджа и убивают Эбони Мо. По настоянию Старка они направляются на родную планету Таноса, Титан, где вступают в союз со Стражами Галактики. Они разрабатывают план, заключающийся в фиксации Таноса и изъятии Камней. Появляется Танос и начинает битву с командой, в результате чего его фиксируют Стрэндж, Паркер, Питер Квилл и Дракс, а Мантис выводит Таноса из сознания. Старк и Паркер пытаются снять с Таноса Перчатку Бесконечности. Узнав о гибели Гаморы, разъярённый Питер Квилл нападает на Таноса, в результате чего Танос вырывается из фиксации и выводит группу из строя. В процессе противостояния Старка с Таносом, последний ранит Старка и готовится его уничтожить, однако Стрэндж отдаёт Таносу Камень Времени, чтобы спасти жизнь Старка, хотя и обещал не делать этого.

#### Битва в Ваканде
Тем временем Роджерс, Романофф и Уилсон, скрывающиеся от властей с 2016 года, перехватывают атаку на Вижна и Максимофф в Эдинбурге и отражают атаку Корвуса Глэйва и Проксимы Полночной. Они возвращаются на Базу Мстителей и втречаются с Роудсом и Бэннером. Узнав об угрозе, Вижн предлагает уничтожить Камень, чтобы помешать Таносу заполучить Камень Разума, однако в результате Вижн погибнет. Бэннер предлагает вынуть Камень так, чтобы сохранить жизнь Вижна. Команда, по совету Стива отправляется в Ваканду, где Шури, сестра Т’Чаллы, начинает операцию по изъятию Камня из Вижна. Тем временем армия Ваканды, племя Джабари, Дора Миладже и Барнс объединяются с Мстителями. Ваканду атакуют «дети Таноса» и Аутрайдеры, что заставляет команду выйти и вступить в битву. Бэннеру не удаётся стать Халком, в результате чего Бэннер надевает модифицированную броню Халкбастера. Видя, что армия Таноса начинает одолевать Мстителей, Ванда отправляется на поле битвы и спасает Романофф и Окойе. Внезапно на поле боя прибывает Тор, Ракета и Грут и вступают в битву.
Корвус Глэйв устраивает засаду для Шури, и сражается с Вижном. На Корвуса нападает Роджерс, в результате чего Вижн убивает Корвуса его же оружием. В это же время, Бэннер убивает Обсидиана, а Максимофф — Проксиму Полночную во время битвы. В Ваканду прибывает Танос, и качественно одолевает всю команду Мстителей. Вижн убеждает Максимофф уничтожить Камень Разума, в результате чего Максимофф со слезами на глазах уничтожает Камень, убивая Вижна. Однако Танос, используя ранее приобретённый Камень Времени, обращает время вспять, воскрешает Вижна и вырывает Камень Разума из его головы, убивая его во второй раз. Танос помещает последний Камень в свою Перчатку, готовясь совершить «Щелчок», однако Тор, неожиданно для Таноса, пронзает его Громсекирой. Будучи тяжело раненым, Танос подвергается насмешкам мстительного Тора, однако он всё-же щёлкает пальцами, успешно уничтожая половину всей жизни во Вселенной, и телепортируется в Сад. После этого, Уилсон, Барнс, Максимофф, Стрэндж, Паркер, Т’Чалла, Грут, Квилл, Дракс и Мантис распыляются, оставив Старка и Небулу одних на Титане.

### Последствия щелчка Таноса
Три недели спустя, Кэрол Дэнверс спасает Старка и Небулу из космоса. Мстители выслеживают Таноса на планете 0259-S, и устраивают ему засаду. Танос раскрывает, что он уничтожил Камни, чтобы избежать искушения и убедиться, что его работа никогда не будет отменена. Поняв, что ситуация неисправима, Тор обезглавливает Таноса.
В течение следующих пяти лет Романофф становится лидером Мстителей, официально завербовав в команду Дэнверс, Ракету и Небулу. Мстители устраняют хаос, вызванный щелчком, как на Земле, так и на других планетах, и тесно сотрудничают с Окойе из Ваканды. Роджерс возглавляет группу поддержки для скорбящих, а Старк уходит в отставку, чтобы жить со своей женой Пеппер Поттс и дочерью Морган. Бартон, чья семья стала жертвой щелчка, становится линчевателем по имени «Ронин» и охотится на преступников. Тор становится алкоголиком и набирает лишний вес. Бэннер объединяет свои личности, сохраняя свой интеллект в теле Халка.

#### Операция «Хрононалёт»
В 2023 году Скотт Лэнг выбирается из квантового мира и сообщает Роджерсу и Романофф, что провёл там всего пять часов, а не пять лет, и поэтому предлагает использовать Квантовый мир для отмены действий Таноса через путешествие во времени. Лэнг, Роджерс и Романофф навещают Старка и Бэннера, чтобы обсудить план, но Старк отказывается. Бэннер проводит безуспешные тесты путешествия во времени на Лэнге с использованием квантового туннеля Хэнка Пима. После этого Старк, помня о потере Паркера и других, помогает команде разработать успешную концепцию путешествия во времени с помощью частиц Пима, и Мстители организуют операцию «Хрононалёт», заключающуюся в изъятии альтернативных версий Камней Бесконечности из прошлого и использовании их для отмены действий Таноса.
Бэннер, Роджерс, Старк и Лэнг отправляются в Нью-Йорк 2012 года. Стив, Старк и Лэнг направляются в Башню Старка за Камнями Разума и Пространства, а Бэннер к Древней за Камнем Времени. Старку и Лэнгу не удаётся захватить Тессеракт, а Роджерс захватывает скипетр Локи с Камнем Разума. Бэннер заполучает от Древней Камень Времени, и отправляется вместе с Лэнгом со скипетром обратно в будущее, в то время как Старк и Роджерс отправляются в 1970-й год и забирают Тессеракт с Камнем Пространства с базы «Щ.И.Т.», расположенного в лагере «Лихай». Тор и Ракета изымают Камень Реальности и Мьёльнир из Асгарда в 2013 году. Когда Роудс и Небула забирают Камень Силы с планеты Мораг в 2014 году, сознание Небулы соединяется с сознанием Небулы из 2014 года, в результате чего Танос из 2014 узнаёт о планах Мстителей и захватывает Небулу из будущего и заменяет её на неё из прошлого. Клинт забирает Камень Души после того, как Романофф жертвует собой на Вормире.

#### Битва за Землю

Мстители, возглавляемые Капитаном Америкой (Крис Эванс), собираются на главную Битву за Землю. Сцена «Битва за Землю» была оценена в «/Film» как улучшение фильма «Мстители: Война бесконечности», и её элементы были тепло приняты аудиторией кино.

Вернувшись обратно на базу в настоящее, Мстители помещают Камни в новую Перчатку, созданную Старком, Бэннером и Ракетой. Бэннер, обладающий наибольшей устойчивостью к гамма-излучению, использует Перчатку и отменяет действия Таноса. Тем временем Небула-2014, притворяясь собой из будущего, использует машину времени, и перемещает Таноса-2014 и его военный корабль в настоящее. Танос уничтожает базу Мстителей и выходит на обломки с корабля, в ожидании Мстителей. Небула-2023 убеждает Гамору-2014 предать Таноса, но не может убедить себя из прошлого и убивает её. Танос побеждает Старка, Тора и Роджерса, использующего Мьёльнир. Танос призывает свою армию, чтобы получить Камни, намереваясь использовать их для уничтожения вселенной и создания новой. Внезапно открываются порталы, и к Мстителям на помощь приходят многочисленные союзники для битвы с армией Таноса. Кэрол Дэнверс также прибывает и уничтожает военный корабль Таноса, но он побеждает её и заполучает Перчатку. Старк бросается на Перчатку, однако Танос его отбивает. Танос щёлкает пальцами, однако ничего не происходит, и Танос с ужасом видит, что Камней в Перчатке нет. Старк создаёт Перчатку на своей руке и использует Камни, уничтожая Таноса и все его силы и тем самым спасая Вселенную, но в процессе получает смертельные повреждения, в результате чего, Старк умирает в окружении Джеймса Роудса, Питера Паркера, Пеппер Поттс и прочих Мстителей.

#### Последствия
После похорон Старка, Тор назначает Валькирию новой правительницей Нового Асгарда и отправляется в космос со Стражами, включая Ракету и Небулу. Роджерс возвращает Камни Бесконечности и Мьёльнир в их временные линии и остаётся в прошлом, проживая жизнь с Пегги Картер. В настоящее время пожилой Роджерс передаёт свой щит Сэму Уилсону и «уходит на пенсию». Максимофф в горе от гибели Вижна создаёт ложную реальность в Уэствью (Нью-Джерси), которая в конечном итоге раскрывает происхождение её способностей как Алой Ведьмы. Именно с этими способностями возрождается Вижн.
Роудс и Уилсон возвращаются на службу, и в конце концов Сэм становится новым Капитаном Америкой. Паркер возвращается в школу и становится избранным преемником Старка. Это приводит его к конфликту с Квентином Беком, который раскрывает его тайную личность, также выставляя парня своим убийцей. Паркер просит помощи у Стрэнджа, но происходящие события приводят к открытию Мультивселенной, откуда являются злодеи Паука из других вселенных и альтернативные версии Питера. После кризиса, который был устранён заклинанием, заставившим всех забыть Питера Паркера, теперь анонимный Человек-паук без близких и друзей возобновляет свою борьбу с преступностью.
Дэнверс и Бэннер остаются на связи и отвечают на звонок Вонга, обсуждая происхождение десяти колец с Шан-Чи. Бартон выходит на пенсию и живёт со своей семьёй на своей ферме. Однако его ранние действия в качестве Ронина заставляют его задержаться в Нью-Йорке перед Рождеством, чтобы уладить некоторые дела с преступными группировками. Он знакомится с Кейт Бишоп, а также убеждает Елену Белову, что не желал смерти её сестре, Наташе Романофф.

## Альтернативные версии
Команда «Мстители» появляется в первом сезоне анимационного сериала «Disney+» «Что, если…?» в виде нескольких альтернативных версий самой себя:

### Гибель Мстителей
В альтернативном 2011 году, Хэнк Пим убивает почти всех кандидатов инициативы «Мстители»: Тони Старка, Тора, Клинта Бартона, Брюса Бэннера и Наташу Романофф. После того, как Пима побеждают и арестовывают, Локи использует эту возможность и захватывает Землю. Тем временем Фьюри незаметно готовится реактивировать команду после того, как Роджерса находят в Арктике. Дэнверс откликается на его призыв о помощи. Позже Роджерс, Дэнверс и Фьюри сражаются с Локи и его армией Асгарда на борту Хеликэриэра. Во время боя Наблюдатель переносит в эту реальность вариант Романофф из вселенной, уничтоженной Альтроном. Романофф побеждает Локи его собственным скипетром и встречает Фьюри.

### Зомби-апокалипсис
В альтернативном 2018 году, в результате заражения Хэнка Пима в Квантовом мире, на Земле распространяется квантовый вирус, превращающий людей в зомби. Некоторые из Мстителей реагируют на вспышку в Сан-Франциско и впоследствии также заражаются. Бэннер и Паркер выживают и вместе с другими союзниками находят Вижна, который поддерживает жизнь заражённой Ванды Максимофф, скармливая ей Т’Чаллу и других выживших. Вижн жертвует собой, отдавая им Камень Разума, дабы они могли использовать его для распространения его энергии по всей планете. Бэннер остаётся, чтобы сдержать Максимофф, позволяя Паркеру, Т’Чалле и Лэнгу сбежать в Ваканду, захваченную заражённым Таносом с пятью Камнями Бесконечности.

### Завоевание Альтрона
В альтернативном 2015 году, Альтрон успешно загружает своё сознание в новое вибраниумное тело и уничтожает Мстителей, кроме Бартона и Романофф. Спустя годы, когда Альтрон уже владеет всеми шестью Камнями Бесконечности, Бартон и Романофф сражаются с часовыми Альтрона. Понимая, что их усилия незначительны, они пытаются найти способ отключить Альтрона и в конечном итоге находят аналоговую копию сознания Арнима Зола и собираются загрузить его в коллективный разум Альтрона. Бартон жертвует собой, однако загрузка не удаётся, поскольку Альтрон отсутствует в их вселенной. Позднее Наташа встречается со Стражами Мультивселенной и побеждает Альтрона. После этого команда возвращается в свои вселенные, при этом Наблюдатель перемещает Наташу во Вселенную, где Наташу Романофф убил Хэнк Пим. Романофф побеждает Локи и встречается с Фьюри.

### Мстители 1988
В альтернативном 1988 году для борьбы с вторгнувшимся на Землю Питером Квиллом, получившим супер силы от отца — Целестиала Эго, руководство Щ.И.Т. во главе с Пегги Картер и Говардом Старком создаёт команду, состоящую из Хэнка Пима / Человека-муравья, Билла Фостера / Голиафа, короля Т’Чаки / Чёрной пантеры, Баки Барнса / Зимнего солдата и доктора Венди Лоусон / Мар-Велл. Команда настигает Питера в парке аттракционов, он даёт им отпор, но его побеждает прибывший Тор, заявивший, что перед этим Питер уничтожил Асгард. Когда Питер содержался в камере на базе Щ.И.Т.а, его освобождает прибывшая туда вместе с отцом Хоуп ван Дайн с помощью украденных частиц Пима. В это время на Землю вторгается Эго, желающий заполучить своё семя. Пим и Мар-Велл находят Питера у могилы матери, а Зимний солдат собирается его убить, но с ним связывается Говард Старк и убеждает этого не делать, напоминая ему о Стиве Роджерсе. Пока Эго сражается с Тором, Т’Чакой, Голиафом и армией Щ.И.Т.а под командованием Пегги Картер, Пиму удаётся убедить Питера встать на их сторону в борьбе с отцом, и Питер в итоге уничтожает Эго. Зимний солдат покидает команду, но Говард Старк уверен, что в нём что-то изменилось и Баки всё ещё в нём. После вечеринки Тор отправляется, чтобы уничтожить планетарное тело Эго, а его новая команда, включая Питера и Хоуп, следует вместе с ним.

### Гамма-войны
В альтернативном 2014 году Сэм Уилсон знакомится с Брюсом Бэннером и приводит его на свой сеанс психотерапии. Во время прогулки с Сэмом и его сестрой на яхте, когда начинается шторм, Бэннер превращается в Халка и сбегает. После этого он решает уничтожить Халка с помощью большой дозы гамма-радиации, но в результате рождается новый гамма-монстр — Апекс. Тони Старк сооружает для себя, Стива Роджерса, Тора, Наташи Романофф и Клинта Бартона мехи, но все они гибнут в сражении с Апексом и его подданными. Спустя 10 лет Сэм Уилсон возглавляет новую команду Мстителей, куда помимо него входят Моника Рамбо, Баки Барнс, Накия, Шан-Чи, Мелина Востокофф, Алексей Шостаков / Красный страж и Марк Спектор / Лунный рыцарь. Они также используют мехи, при этом Востокофф и Шостаков используют один на двоих. Баки по просьбе Моники находит Бэннера, и Сэм прилетает к нему и просит помочь, но тот отказывается превращаться в Халка, а вместо этого даёт Сэму технологию объединения всех мехов в один под названием «Могучий Мститель». Когда Апекс выводит мех из строя, прибывший Бэннер использует ядерную бомбу для превращения в Мегахалка, побеждает Апекса и после речи Уилсона отправляется вместе с поданными на свой остров, где он проводил время в одиночестве.

## Состав команды
| Персонаж                       | Актёр                                             | Присоединился к команде                | Примечания                                                                                                  |
| ------------------------------ | ------------------------------------------------- | -------------------------------------- | --- |
| Тони Старк / Железный человек  | Роберт Дауни мл.                                  | «Мстители» (2012)                      | Погиб после использования Камней Бесконечности                                                              |
| Брюс Бэннер / Халк             | Марк Руффало                                      | «Мстители» (2012)                      | |
| Тор                            | Крис Хемсворт                                     | «Мстители» (2012)                      | Отправился в космос                                                                                         |
| Стив Роджерс / Капитан Америка | Крис Эванс                                        | «Мстители» (2012)                      | Ушёл на пенсию по старости                                                                                  |
| Наташа Романофф / Чёрная вдова | Скарлетт Йоханссон                                | «Мстители» (2012)                      | Погибла во время операции «Хрононалёт»                                                                      |
| Клинт Бартон / Соколиный глаз  | Джереми Реннер                                    | «Мстители» (2012)                      | |
| Джеймс Роудс / Воитель         | Дон Чидл                                          | «Мстители: Эра Альтрона» (2015)        | В какой-то момент после 2016 года был похищен скруллами и заменён их агентом Раавой, освобождён в 2026 году |
| Ванда Максимофф                | Элизабет Олсен                                    | «Мстители: Эра Альтрона» (2015)        | Пропала без вести после разрушения горы Вундагор                                                            |
| Пьетро Максимофф               | Аарон Тейлор-Джонсон                              | «Мстители: Эра Альтрона» (2015)        | Убит Альтроном                                                                                              |
| Вижн                           | Пол Беттани                                       | «Мстители: Эра Альтрона» (2015)        | Убит Таносом                                                                                                |
| Сэм Уилсон / Сокол             | Энтони Маки                                       | «Мстители: Эра Альтрона» (2015)        | |
| Питер Паркер / Человек-паук    | Том Холланд                                       | «Мстители: Война бесконечности» (2018) | Не является Мстителем после заклинания Стивена Стрэнджа                                                     |
| Ракета                         | Брэдли Купер (озвучка) Шон Ганн (захват движения) | «Мстители: Финал» (2019)               | Вернулись к Стражам Галактики                                                                               |
| Небула                         | Карен Гиллан                                      | «Мстители: Финал» (2019)               | Вернулись к Стражам Галактики                                                                               |
| Кэрол Дэнверс / Капитан Марвел | Бри Ларсон                                        | «Мстители: Финал» (2019)               | |
| Скотт Лэнг / Человек-муравей   | Пол Радд                                          | «Мстители: Финал» (2019)               | |

### Другие персонажи

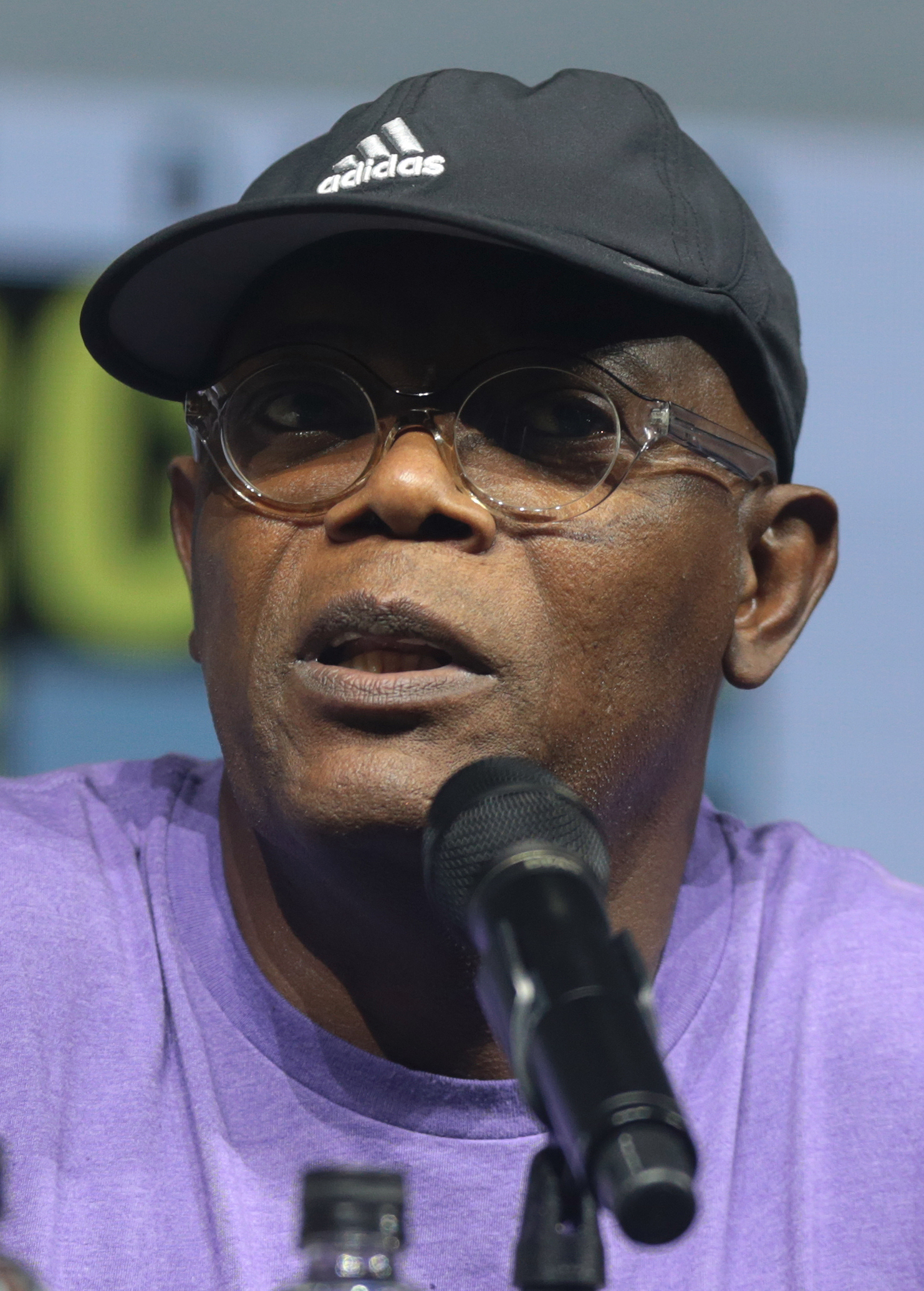
Самюэль Л. Джексон, сыгравший Ника Фьюри, «San Diego Comic-Con» 2018

Многие персонажи были связаны с командой «Мстители» в Кинематографической вселенной Marvel:
- Директор организации «Щ.И.Т.» Ник Фьюри является создателем и инициатором команды «Мстители» и неоднократно помогает им[g][d].
- Агент «Щ.И.Т.» Фил Колсон вносит свой вклад в создание команды «Мстители»[25]. Впоследствии Фьюри называет его таким же Мстителем, как и супергерои[h][26].
- Организация «Щ.И.Т.» помогает Мстителям в битве за Нью-Йорк[g]. Даже после крушения[i] агенты организации, такие как Мария Хилл, сражаются на стороне Мстителей в битве в Заковии[d].
- Эрик Селвиг и Хелен Чо начинают работать на Мстителей[d].
- Т’Чалла / Чёрная пантера и Баки Барнс / Зимний солдат / Белый волк сражаются против друг друга и другими Мстителями во время раскола команды[j], а после плечом к плечу во время противостояния с Таносом[e] и битвы за Землю[a].
- Такие персонажи, как Айо, Дракс, Грут, Мантис, М’Баку, Окойе, Шури, Питер Квилл / Звёздный Лорд, доктор Стивен Стрэндж и Вонг вместе с остальной армией Ваканды, включая Дора Миладже, сражаются на стороне Мстителей во время противостояния с Таносом[e] и битвы за Землю[a].
- Такие персонажи, как Гамора (из 2014 года), Валькирия, Утка Говард, Корг, Краглин Обфонтери, Мик, Пеппер Поттс[27], Хоуп ван Дайн / Оса, Мастера мистических искусств, Опустошители и армия Асгарда сражаются вместе с Мстителями в битве за Землю[a][28].

## Отличия от комиксов
Название «Мстители» и представление Локи как первого антагониста происходит больше от основной вселенной Marvel, обычно называемой «Земля-616», а другие вещи, такие как первоначальное формирование команды «Щ.И.Т.ом» наряду с показанным оригинальным составом и введением инопланетян Читаури в качестве главных антагонистов, были показаны с той же предпосылкой, что и «Абсолютные», современное переосмысление Мстителей во вселенной комиксов в мультивселенной Marvel Comics. Первоначальный состав Мстителей включал Хэнка Пима и Осу вместо Капитана Америки, Чёрной вдовы и Соколиного глаза. В «Абсолютных» тот же состав из «Мстителей» с версиями из Земли-616 с добавлением Алой Ведьмы и Ртути, которые позже появились в фильме «Мстители: Эра Альтрона». Персонажи Енот Ракета и Небула не фигурируют в качестве членов Мстителей в комиксах, в отличие от экранизаций.

## Реакция

### Отзывы и критика
Конечно, лучшая команда в КВМ — это сами Мстители. На протяжении всей Саги Бесконечности, начиная с группы из шести замечательных людей, отобранных Ником Фьюри, Величайшие герои Земли превратились в неудержимую силу из сотен воинов, спасших вселенную от гнева Таноса. Мстители — величайшая команда в КВМ просто потому, что большинство других команд в моём списке не подпадают под это знамя. После взрывного «Финала» инициатива Мстителей охватывает практически каждого героя во вселенной.
Введение команды супергероев стало главной изюминкой «Мстителей». Энтони Скотт из «The New York Times» считает, что химия персонажей была лучшей частью фильма. Оуэн Глейберман из «Entertainment Weekly» прокомментировал, что лучшее в фильме «это то, что он также натравливает их друг на друга. Проще говоря: эти фрики, проповедующие добро, могут быть командой, но они не очень любят друг друга». Джо Моргенштейн из «Wall Street Journal» высказал мнение, что комичный образ ссорящихся между собой Мстителей был самой забавной частью первого фильма. В сиквеле команда снова получила высокую оценку; критики хвалили оригинальный состав, сыгравший в «Мстителях: Эра Альтрона». Скотт Фундас из «Variety» считает, что актёры теперь «носят эти роли так удобно, будто это их вторая кожа». Он отметил Фантастическую четвёрку и Лигу справедливости как команды, которые могут только надеяться пойти по стопам Мстителей в плане изображения персонажей. А вот Скотту Мендельсону из «Forbes» не понравилась концепция того, что некоторые из Мстителей (Тони Старк и Брюс Бэннер) стояли за созданием антагониста фильма (Альтрона).
Образ Мстителей, разделённых во время Гражданской войны, который показан в фильме «Первый мститель: Противостояние», был высоко оценён такими критиками, как Питер Брэдшоу из «The Guardian» и Ричард Роупер из «Chicago Sun-Times». Однако, к примеру, Николас Барбер из «BBC» был более критически настроен по отношению к этому. Кроме того, Стивен Уитти из «Daily News» критически относился к расширению количества героев, вставших на чью-либо сторону, и считал, что фильм больше похож на «переполненный» фильм о Мстителях, нежели чем на фильм о Капитане Америке. В 2018 году, примерно в то время, когда вышли «Мстители: Война бесконечности», в Интернете появился новый термин, который ввёл режиссёр Джеймс Кэмерон; он называется «Усталость Мстителей» (англ. Avengers fatigue). Кэмерон сказал для «IndieWire», что, несмотря на то, что он был поклонником фильмов, он опасался, что они доминируют в жанре кино, и надеялся, что люди устали от этого, чтобы можно было рассказать другие истории. Это вызвало некоторую критику и негативную реакцию в Интернете в отношении Кэмерона. Четвёртый фильм о Мстителях, «Мстители: Финал», получил высокую оценку как достойное завершение работы команды супергероев.
Мстители занимают 1 место в топе лучших команд в КВМ.

### Анализ
По словам кинокритика Питера Трэверса, режиссёр «Мстителей» Джосс Уидон «видит Мстителей в высшей степени неблагополучной семьёй. Их силы отдалили их от нормального мира. В результате они одинокие, раздражительные, эмоциональные ублюдки, в которых актёры играют как в мяч». Также, просматривая первый фильм о Мстителях, Роджер Эберт сравнил первоначальный состав шести Мстителей как уникально отличающийся, так же как и ассортимент пород собак, состоящий из чемпионов «Westminster Kennel Club Dog Show». Он отметил, что оба примера «совершенно разные», но «все они чемпионы». Энтони Лейн из The New Yorker объяснил, что группа супергероев напоминает то, что «Боб Дилан, Джордж Харрисон и другие сделали для создания Traveling Wilburys» в музыкальной поп-культуре. Кэлли Альгрим из «Insider Inc.» описала Мстителей как «самую амбициозную сверхмощную команду в истории кинематографа», когда ранжировала самых могущественных Мстителей в КВМ.

### Культурное влияние

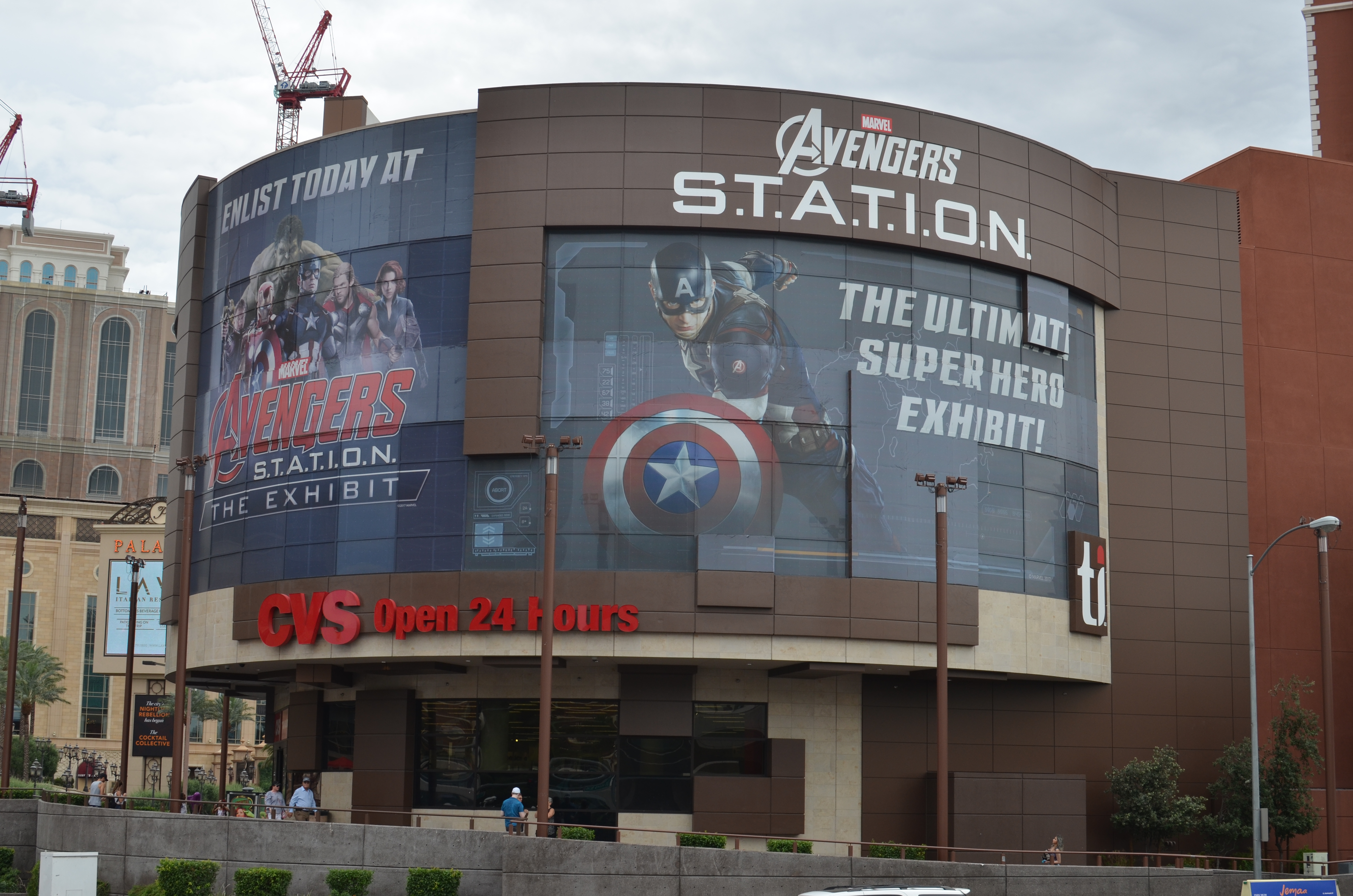
Marvel Avengers S.T.A.T.I.O.N в Лас-Вегасе

Команда была источником вдохновения для документального сериала «Marvel’s Avengers: Building A Cinematic Universe» в 2012 году. Ещё один документальный сериал был создан в 2014 году под названием «Marvel Studios: Assembling a Universe». Онлайн-выставка под названием «Avengers S.T.A.T.I.O.N», основанная на команде, в настоящее время находится в Лас-Вегасе, Торонто и Сеуле; ещё запланирована одна выставка в Хойчжоу. Avengers Campus, аттракционы в различных парках Disney, вдохновлены Мстителями из КВМ, хотя это альтернативная версия команды. Первый из этих кампусов открылся 4 июня 2021 года в Disney California Adventure.

## В других медиа
Книга «Wakanda Files: A Technological Exploration of the Avengers and Beyond» посвящена Мстителям с точки зрения Шури.
Marvel Comics опубликовала «Avengers: Everybody Wants To Rule The World» (2015) под авторством Дэна Абнетта как дополнение к «Мстителям: Эра Альтрона». Состав в книге включает Железного человека, Капитана Америку, Халка, Тора, Чёрную вдову, Соколиного глаза, Ртуть, Алую Ведьму и Вижна.
В октябре 2019 года Marvel Studios и ILMxLAB анонсировали Avengers: Damage Control для виртуальной реальности. Она была доступна в течение ограниченного времени, начиная с середины октября 2019 года, в некоторых местах Void VR. Была продлена до конца 2019 года. ESPN и Marvel совместно создали альтернативную презентацию, в которой Мстители были представлены среди других супергероев Marvel, под названием NBA Special Edition Presented by State Farm: Marvel’s Arena of Heroes во время плей-офф НБА между «Голден Стэйт Уорриорз» и «Нью-Орлеан Пеликанс» в мае 2021 года.

## Комментарии
1. 1 2 3 4 5 6 7 8  События фильма «Мстители: Финал»
2. ↑  События сериала «Секретное вторжение»
3. ↑  События фильма «Доктор Стрэндж: В мультивселенной безумия»
4. 1 2 3 4  События фильма «Мстители: Эра Альтрона»
5. 1 2 3  События фильма «Мстители: Война бесконечности»
6. ↑  События фильма «Человек-паук: Нет пути домой» (2021)
7. 1 2  События фильма «Мстители»
8. ↑  Что было показано в сериале «Агенты „Щ.И.Т.»
9. ↑  События фильма «Первый мститель: Другая война»
10. ↑  События фильма «Первый мститель: Противостояние»